# Cyberpuck

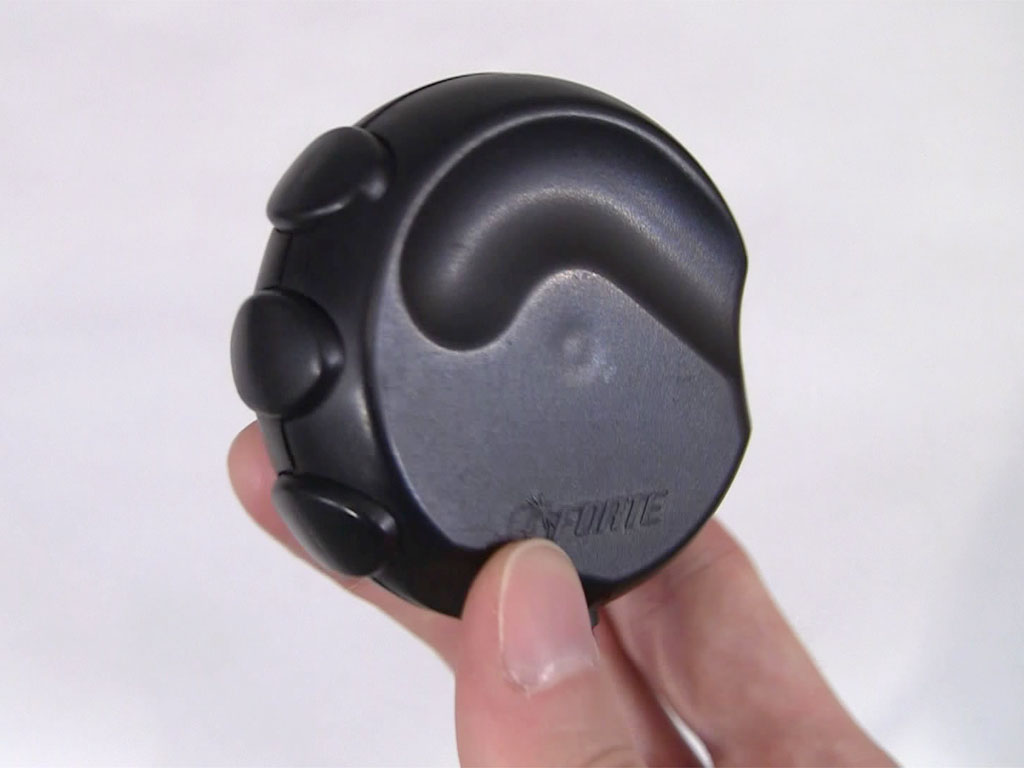
Cyberpuck

Der Cyberpuck ist ein Eingabeinstrument für CAD-Systeme und virtuelle Realitäten, das von der Logitech-Tochter LogiCAD 1999 vorgestellt wurde.
Im Aufbau entspricht es einer Art Joystick, mit welchem 3D-CAD-Objekte in alle Richtungen gezoomt, geschoben und gedreht werden können. Während die normale einfache Rollmaus nur zwei Freiheitsgrade in der Bewegung erlaubt, ermöglicht der Cyberpuck alle sechs: drei Translationsfreiheitsgrade und drei Rotationsfreiheitsgrade.